# Casas de Fernando Alonso
Casas de Fernando Alonso es un municipio y localidad española de la provincia de Cuenca, en la comunidad autónoma de Castilla-La Mancha. El término municipal tiene una población de 1088 habitantes (INE 2024).

## Geografía
Se encuentra a 727 m sobre el nivel del mar. Tiene un clima mediterráneo continentalizado, caracterizado por veranos cálidos y ciertamente secos e inviernos muy rigurosos, con heladas por debajo de los -10 °C y un periodo nival que abarca de diciembre a marzo, meses en los que se comprende la época de nevadas. Los ríos de la zona pasan en su mayoría secos (régimen irregular) y solo llevan agua tras episodios lluviosos, como pueden ser los frentes borrascosos o tras el deshielo de las nieves que se dan a lo largo del término. Se ubica entre las localidades de San Clemente y Minaya (Albacete).

## Historia
La historia de Casas de Fernando Alonso está ligada a la de San Clemente desde sus inicios. Durante la época romana aparecía el puente romano construido para flanquear el río Rus y una torre vigía, que pudo ser atalaya de la vía militar romana que pasaba por estas tierras. El nombre actual de la villa de San Clemente se debe al caballero cristiano e hidalgo Clemente Pérez de Rus y Castillo establecido en estas tierras en 1098 (finales del siglo XI).
Un hecho importante en la historia de San Clemente radica en la guerra que mantuvieron los Reyes Católicos contra los seguidores de la Beltraneja. En este enfrentamiento, el pueblo de San Clemente decidió apoyar a Isabel la Católica y se rebeló contra el poder del marqués de Villena. Una vez finalizada la guerra, con victoria para el bando isabelino, el apoyo que San Clemente le brindó sirvió para que los Reyes Católicos decidieran incorporar la villa de San Clemente a la Corona, haciéndola de Realengo y otorgándole la independencia de la villa de Alarcón. Recibió la visita de los Reyes Católicos el 9 de agosto de 1488, visita en la que, como símbolo de gratitud por el apoyo prestado, confirmaron los privilegios que anteriormente les habían otorgado, jurando “de facer guardar y facer mandar guardar todas las cosas y mercedes y privilegios que tenía dicha villa”, como el mercado franco de los jueves.
En 1586, se creó el Corregimiento de San Clemente, contando con corregidor propio. Según el Padrón de Alcabalas para ese año, un vecino llamado Hernando Alonso vivía en la calle de Francisco de Origüela hasta la Placeta del Pozo del Señor San Sebastián, según documento del Archivo Municipal de San Clemente y que pudo ser el fundador de la antigua aldea.
San Clemente alcanza su máximo esplendor durante la monarquía de la Casa de Austria, experimentando un gran desarrollo agrícola y ganadero. En estos años, San Clemente destacaba por la riqueza y extensión de sus tierras lo que fue atrayendo a multitud de nobles, hidalgos, religiosos y campesinos (agricultores y ganaderos).
Según la académica e historiadora Montero Parra, en San Clemente se fundan hospitales como el de Nuestra Señora de la Concepción y el de Santiago, para mujeres pobres; el de San Sebastián, que luego se convirtió en el Hospital Civil Municipal; se levantan conventos de franciscanos (fundado en 1466), carmelitas, trinitarias y clarisas (siglo XVI); se construye la Real Casa de Estudio de la Compañía de Jesús (siglo XVII), el Real Pósito (siglo XVI) y se establece en la localidad la residencia del Gobernador del Marquesado de Villena con jurisdicción en veintiocho villas/aldeas, muchas de ellas pertenecientes jurídica y tributariamente a San Clemente, entre las que encontramos las aldeas históricas de Casas de Hernando Alonso, Casas de los Pinos, Casas de Haro, aldea de Perona, aldea de Rus o la aldea de Santiago de la Torre. A tenor de todo este esplendor, la villa de San Clemente se consideró capital de la Mancha Alta, llamada de Aragón o Montearagón, con una Pequeña Corte Manchega dotada de instituciones administrativas, sanitarias y eclesiásticas.

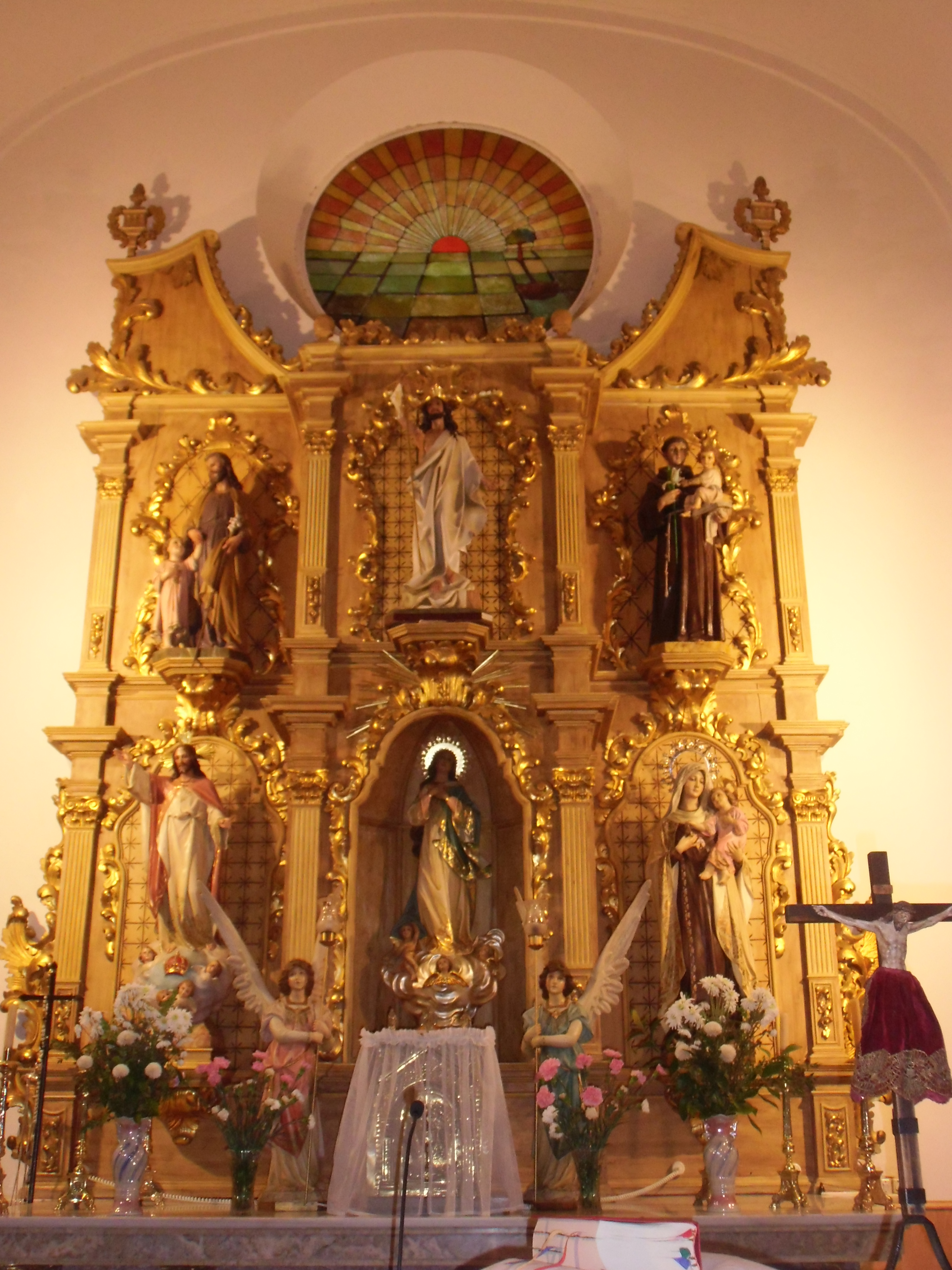
Retablo de la iglesia de la Purísima Concepción

Sufrió San Clemente una terrible epidemia de peste negra en 1600 pudiendo haber perdido un cuarto de la población, según las estadísticas de la época.
En 1613, en el Archivo Municipal de San Clemente, aparece una primera donación del clérigo Cristóbal de Tébar y Orihuela, cura párroco de San Clemente, para fundar el Real Colegio de Latinidad y Gramática de la Orden de la Compañía de Jesús en esta villa, con los bienes poseídos en una finca cercana llamada "Alquería de las Cruces". 
Más tarde, en 1620, en una segunda donación, se cedían tierras y casas junto a las Casas de Hernando Alonso. Como quiera que el hábito de los jesuitas era similar al de los monjes teatinos, ante la presencia de jesuitas en estas tierras, se empezó a llamar "Alquería de los Teatinos".
Según un documento del Archivo Municipal de San Clemente de 1637, Lorenzo Andújar era morador de las Casas de Hernando Alonso.
El 25 de junio de 1679 se erige la parroquia local al independizarse de la parroquia matriz Santiago Apóstol de San Clemente.
La corona de Castilla, en 1750, contaba con 22 provincias y la de Cuenca incluía más extensión que la actual.

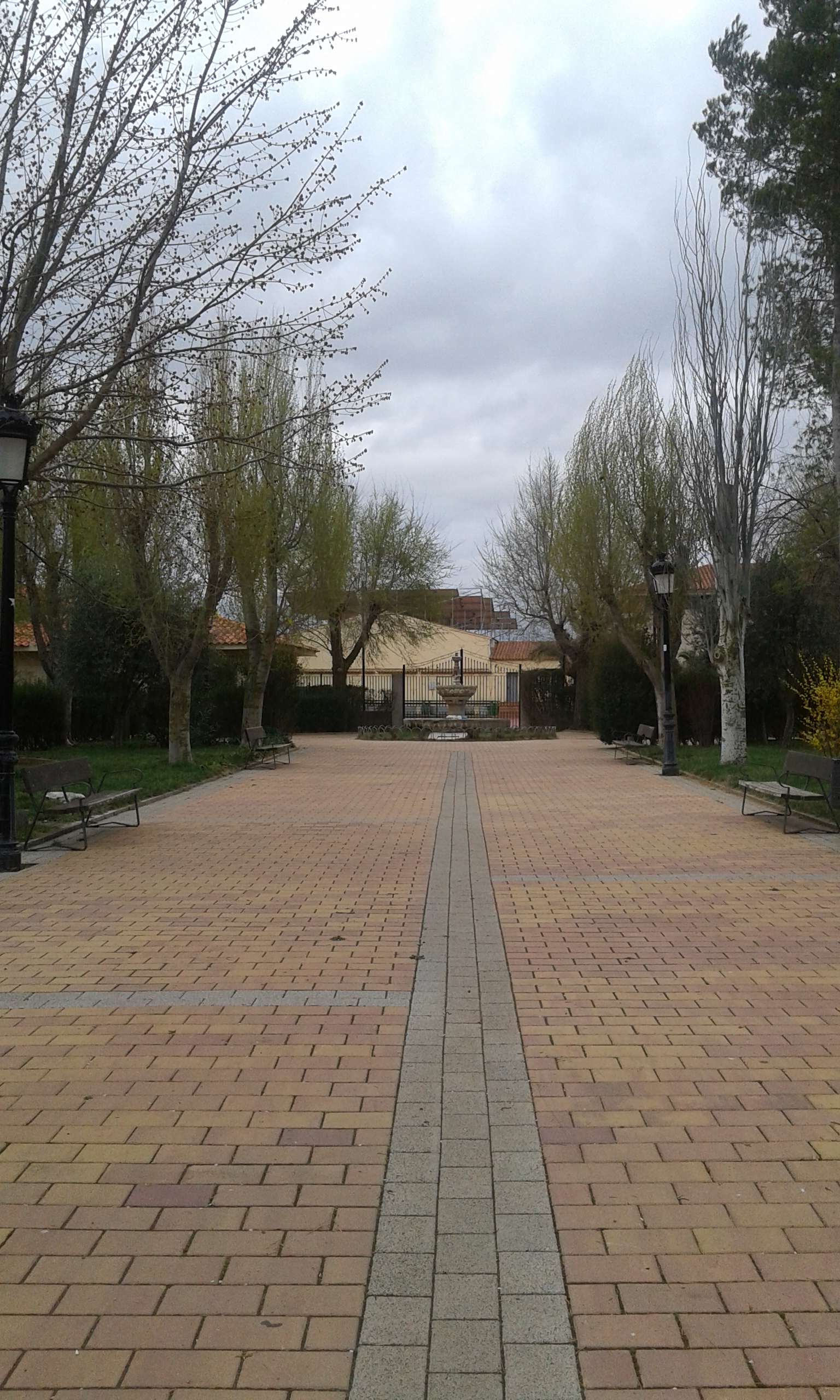
Parque municipal

En las Respuestas Generales al Interrogatorio del marqués de la Ensenada (Epígrafe A del R.D. de Fernando VI, de 10 de octubre de 1749, llevado a cabo el 26 de agosto de 1752), siendo alcalde pedáneo Bartolomé Montero de 40 años, se dice que es aldea, calle, término y jurisdicción de San Clemente y contaba con unos 130 vecinos, de los cuales 80 eran jornaleros, 30 labradores, unos 8 pastores... Se cultivaba sobre todo trigo, cebada, centeno, avena, cebollas, olivas (aceite), viñas (vino), guijas, azafrán y se recolectaban bellotas. Se tenía ganadería porcina, caballar, ovina y caprina. También pollos y gallinas. Existían 33 colmenas de miel. El padre franciscano Juan Parrilla era el cura teniente de la aldea y Joseph La Peña, presbítero. Como sangrador se encontraba Juan Maldonado (también para las aldeas de Casas de los Pinos y Casas de Haro) y maestro de Escuela, Pedro Gómez, para los pocos niños existentes. También vivían allí Miguel Montero, Marcos Quintanilla, Diego de Torres, Diego López, Diego Sevilla, Juan Montoya, Pedro Benito (con horno de cocer teja, junto a Juan y Tomás de Iniesta), Pedro Lozoya, Pedro Haro (fabricaba aguardiente rebajado), Mateo Perona (fábrica de vencejos), Juan Romero, Gabriel García, Antonio González, María Martínez Villaseñor, Joseph de Haro, Ana Montoya, Juan Montoya, Felipe Muñoz, Agustín Donate (sastre), Catalina Martínez… Don Tomás Melgarejo tenía arrendada una huerta en esta aldea.
Por Pragmática Sanción de 2 de abril de 1767, se ordenaba la expulsión de los jesuitas de España. En San Clemente se desamortizaron sus bienes y fueron vendidas sus heredades, y los vecinos de las Casas de Hernando Alonso cultivaron desde principios del siglo XVII sus tierras.
En 1786, las alquerías de Los Teatinos y Las Cruces, que en 1902 la propietaria era Dña. Josefa Melgarejo y Melgarejo, fueron compradas por D. Alonso Briz, oriundo de Almodóvar del Pinar, pasando a su hijo D. Alfonso Briz. El extenso monte carrascal que unía ambas alquerías se empezó a denominar "Monte Briz" y el camino que las unía "Camino del Monte Briz".
Entre los años de 1803 a 1805, fallecieron respectivamente 49 vecinos, 93, debido a un brote de fiebre amarilla, y 44. Así, en ese periodo fueron 186 los fallecimientos frente a 39 nacimientos.
Con la Constitución de 1812, Casas de Fernando Alonso se convertía en Ayuntamiento Constitucional.
El Censo de Casas de Fernando Alonso o Teatinos, denominado así, de 1842 (INE) contaba con 129 hogares y 513 habitantes. En 1857, 145 hogares y 550 habitantes.
A mediados del siglo XIX, el lugar tenía contabilizadas unas 200 casas. La localidad aparece descrita en el sexto volumen del Diccionario geográfico-estadístico-histórico de España y sus posesiones de Ultramar de Pascual Madoz de la siguiente manera: 

CASAS DE FERNANDO ALONSO: v. con ayunt. en la prov. y dióc. de Cuenca (12 leg.), part. jud. de San Clemente (1 1/2), aud. terr. de Albacete (8), c. g. de Castilla la Nueva (Madrid 34): sit. en llano; combatido por los vientos N., E. y S., y mas propenso á erisipelas, carbuncos y anginas que á otras enfermedades. Tiene 136 casas; salas consisloriales y cárcel, contiguas á una plaza; escuela de primeras letras, concurrida por 12 alumnos, igl. (Ntra. Sra. de la Concepción) anejo de la de San Clemente, y una ermita (San Anton), á unos 100 pasos de dist. en el camino que conduce á Casas de Haro. Para el surtido del vecindario hay aguas salobres dentro de la v., y en los afueras un pozo titulado de la Arena. Confina el térm. N. con San Clemente; E. Casas de Haro ; S. Pozo-Amargo, y O. Minaya. El terreno es de inferior calidad por la parte del S., y bueno por la del N.; al O. se encuentra un monte poblado, perteneciente hoy á los señores Brices, y antes á los Jesuitas. Los caminos son comunales y dirigen á los pueblos limítrofes. La correspondencia se recibe en San Clemente. prod.: trigo claro y candeal, centeno, cebada, guijas, habas, azafran y vino; hay cria de ganado lanar, y alguna caza de liebres y perdices. ind.: la agricultura. pobl.: 129 vec., 513 almas. cap. prod.: 1.417,420 rs. imp.: 70,871; importe de los consumos, 4,255 rs. 17 mrs. El presupuesto municipal asciende á 2,200 rs. y se cubre por reparto vecinal.
(Madoz, 1847, pp. 44-45)

En el año 1870, se instala el Registro Civil en el Ayuntamiento.
Hasta la reforma de la nomenclatura municipal de 1916 el municipio se llamaba simplemente Casas de Fernando Alonso o Los Teatinos. En dicha fecha su nombre fue modificado por el de Casas de Fernando Alonso.
Las mayores cifras de población se alcanzaron en 1960, con 476 hogares y 1846 habitantes. Durante estos años de explosión demográfica, generación del baby boom, muchos jóvenes había en el ya municipio de Casas de Fernando Alonso. Destacaron empresarios como Julián Montero Martínez que traería la primera oficina del Banco Banesto, siendo empresario de cereales y transportes, José María Quintanilla (empresario), José María Ortega Montero (fábrica de magdalenas y dulces), José María Cuenca (fábrica de magdalenas y dulces), Urbano (con sus famosos bailes y discoteca, sobre todo durante las fiestas)... hicieron posible el desarrollo industrial del pueblo de Teatinos durante muchos años.
Durante la guerra civil española, la iglesia fue profanada y las imágenes fueron destruidas. Se conserva una carroza de la Dolorosa, tallada y dorada, así como un incensario repujado, naveta y muy vistosa, una custodia y además una notable lámpara de brazos pareados, con decoración de capullos calados en porcelana esmaltada.

## Demografía
Casas de Fernando Alonso cuenta con una población de 1088 habitantes (INE 2024).
| Gráfica de evolución demográfica de Casas de Fernando Alonso entre 1842 y 2021 |
| |
| Población de derecho según los censos de población del INE Población de hecho según los censos de población del INEEn estos censos se denominaba Casas de Fernando Alonso o Los Teatinos: 1877 y 1887 |

## Economía
El cultivo más abundante de este municipio dedicado a la agricultura es el viñedo, destinado a la producción de vinos. En Casas de Fernando Alonso se dedican a la producción de vino:
- Bodega Vinos Molina S.A. desde 1912.
- Cooperativa Purísima Concepción (Los Teatinos), desde 1957.

El vino extraído de este municipio pertenece a la Denominación de Origen "Ribera del Júcar". La denominación Ribera del Júcar cuenta con una superficie de 9141 hectáreas de viñedos, situados en los municipios conquenses de Casas de Fernando Alonso, Casas de Guijarro, Casas de Haro, Pozoamargo y Sisante. Estos vinos han sido premiados en múltiples certámenes de catas de vinos de todo el territorio nacional.

## Administración y política

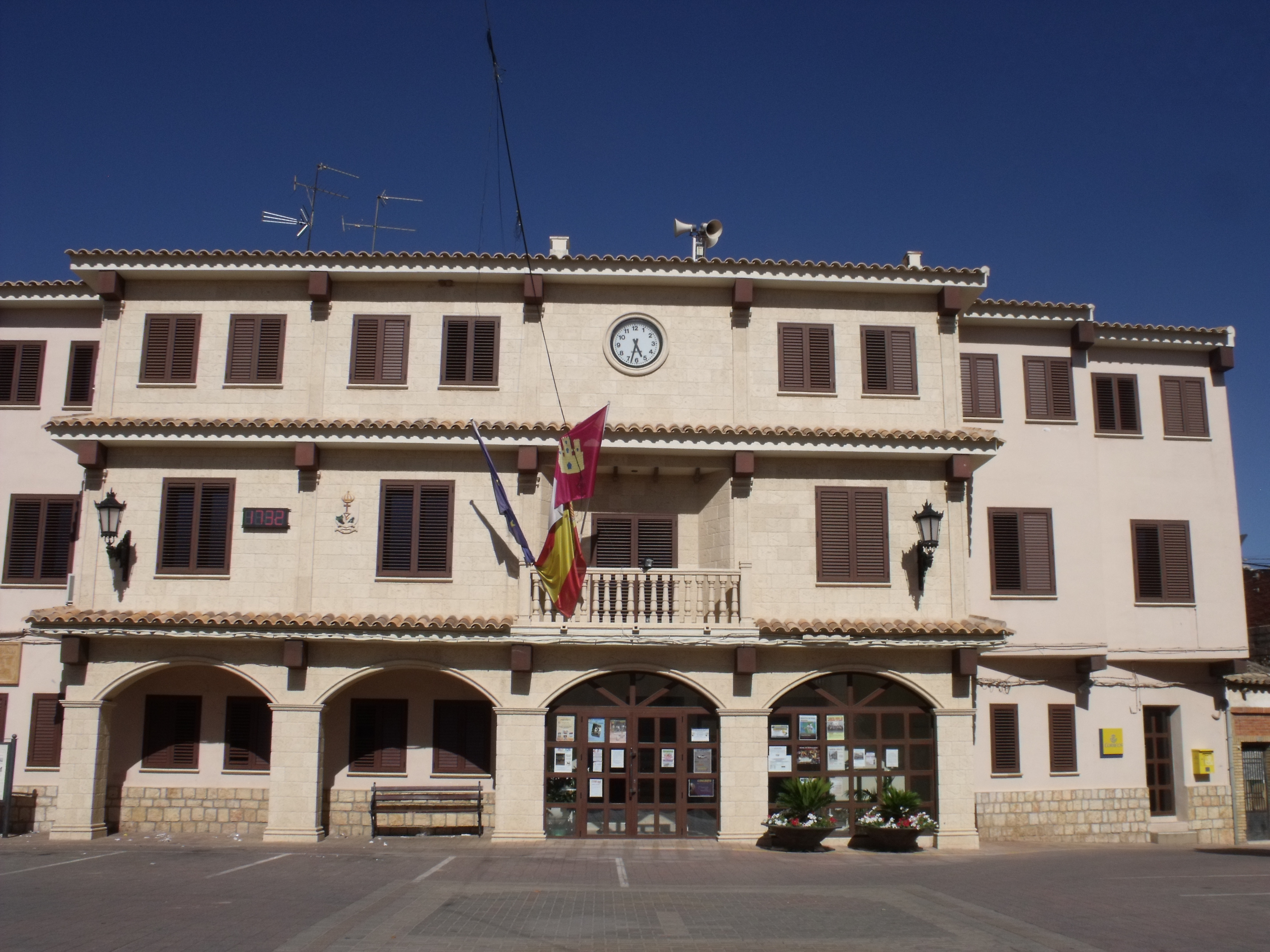
Casa consistorial

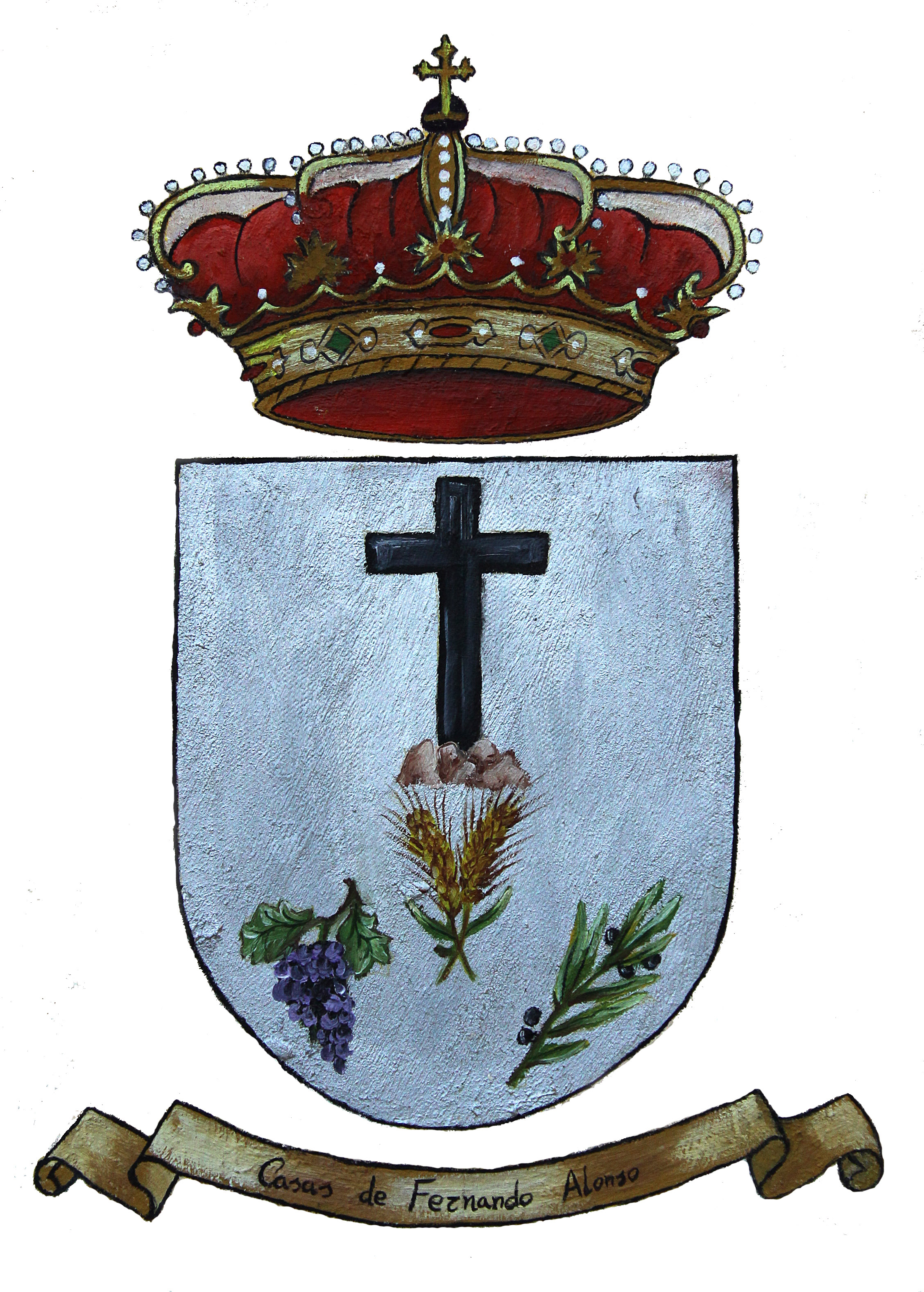
ESCUDO DE CASAS DE FERNANDO ALONSO

| Periodo   | Nombre                       | Partido |
| --------- | ---------------------------- | ------- |
| 1979-1983 | Luciano Díaz Escribano       | UCD     |
| 1983-1987 | Miguel Molina García         | PP      |
| 1987-1991 | Miguel Molina García         | PP      |
| 1991-1995 | Miguel Molina García         | PP      |
| 1995-1999 | León Ángel Martínez Martínez | PSOE    |
| 1999-2003 | León Ángel Martínez Martínez | PSOE    |
| 2003-2007 | Fernando Molina Alarcón      | PP      |
| 2007-2011 | María Teresa Paños Paños     | PSOE    |
| 2011-2015 | María Teresa Paños Paños     | PSOE    |
| 2015-2019 | José Damián Haro Ruiz        | PSOE    |
| 2019-2023 | José Damián Haro Ruiz        | PSOE    |
| 2023-act. | Antonio Medina Haro          | PP      |

## Patrimonio

### Iglesia de la Purísima Concepción

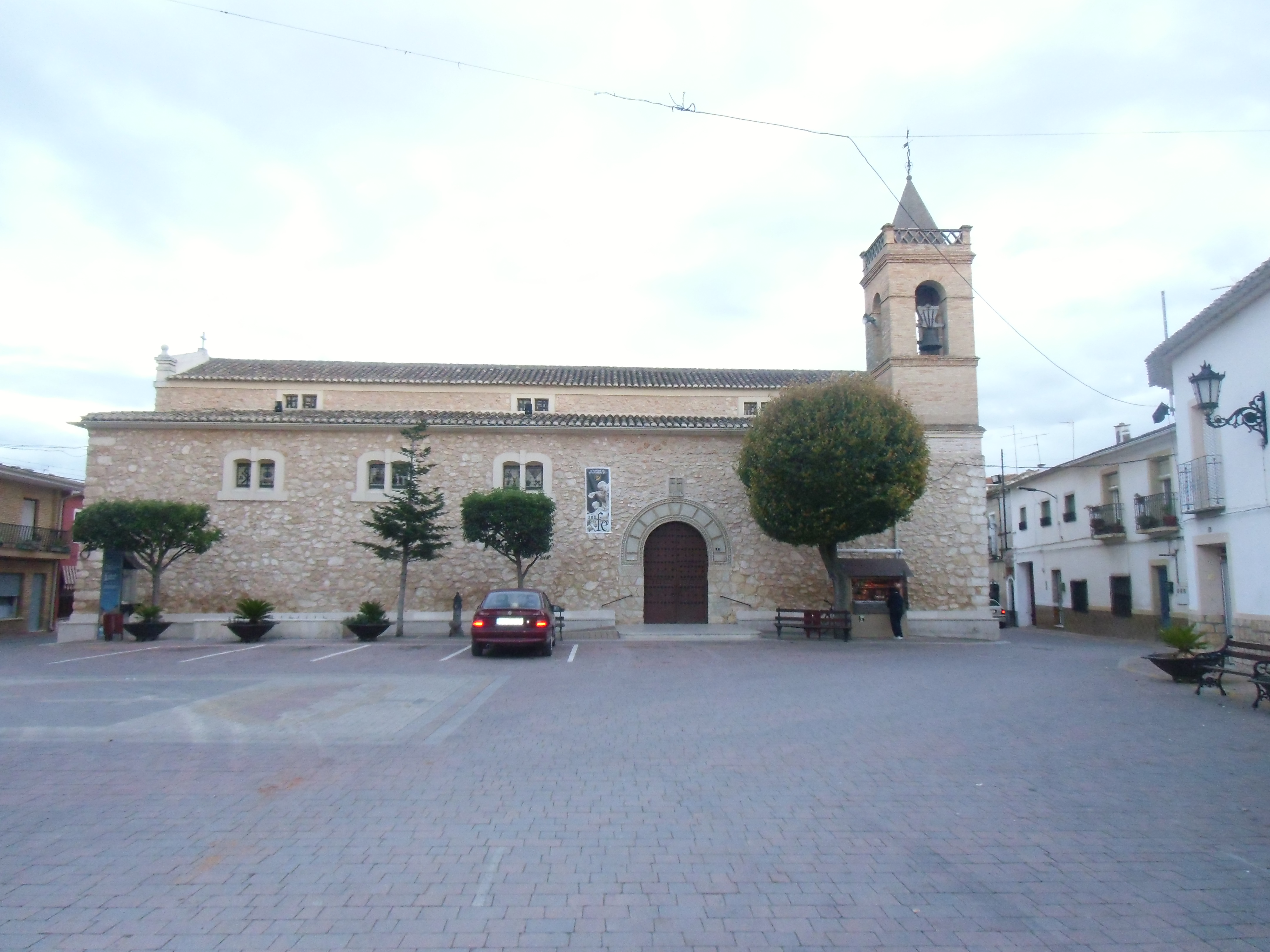
Iglesia de la Purísima Concepción

La primera iglesia se construyó en los años 1678 y 1679, siendo atendida por el párroco Matías Cueto. El maestro de obras fue Juan León y el gasto que ocasionó la construcción del edificio ascendía a 10 209 reales de vellón. La primera misa se celebró el 25 de junio de 1679. En 1931 se comenzó la construcción de una nueva torre bajo la dirección del párroco D. Martín Garcés Masegoso que fue el párroco de la iglesia desde el año 1930 al 1934. Esta iglesia tuvo que ser derribada por falta de espacio. 
La construcción de la iglesia actual tuvo lugar durante los años 1954 y 1955 y fue bendecida e inaugurada con una misa pontifical el 5 de abril de 1956, siendo párroco Jesús Cortijo Moratalla.
La iglesia consta de una planta rectangular de tres naves, la central la más elevada. Ábside recta con dos accesos por arcos de medio punto. La torre está construida de ladrillo y en la parte superior se encuentran las campanas. La cubierta de la torre es de remate de chapitel recubierta por una balaustrada. Recientemente, gracias en parte a las donaciones de las personas del pueblo, ha sido posible llevar a cabo restauraciones para que la parroquia tenga la torre completa de campanas.

### Edificio del ayuntamiento
El primer edificio del ayuntamiento se construyó en el año 1840 y se reformó, en el 1975. Edificio de tres plantas donde se ubican todos los departamentos administrativos municipales.

### Ermita de san Antón

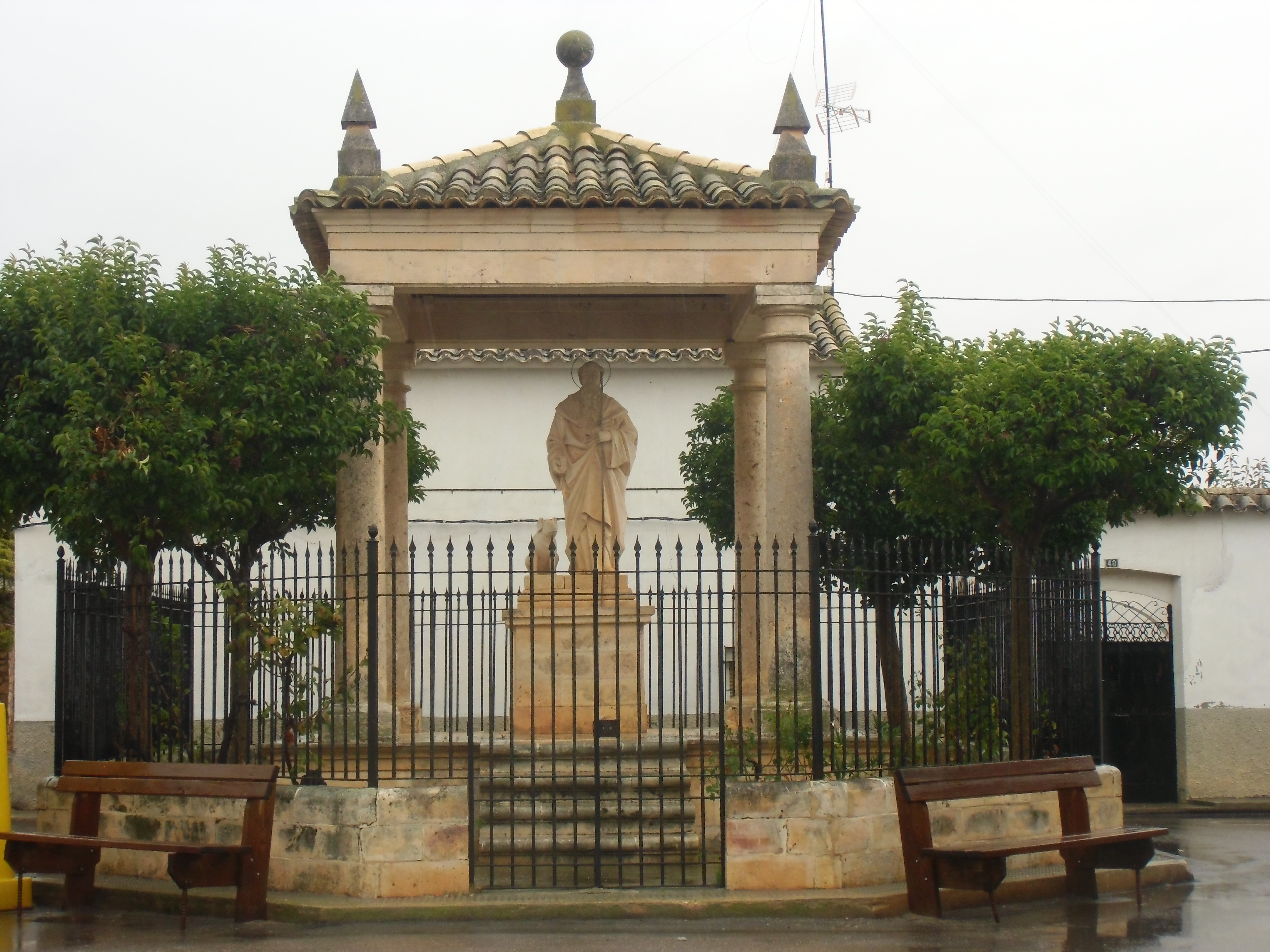
Ermita de san Antón

Ermita construida en el año 1789. Se rehabilitó en el año 1992. Declarada como Patrimonio artístico por la Consejería de Cultura. Es un pequeño edificio remozado de piedra y planta cuadrada con cuatro columnas de estilo dórico de piedra. Cubierta de madera de artesonado. El tejado esta recubierto con teja árabe y con remates de pináculos y bolas. Imagen de piedra de san Antón con una altura de 1,90 m y 625 kg de peso. Se encuentra en la calle de San Antón.

### Ermita de san Isidro

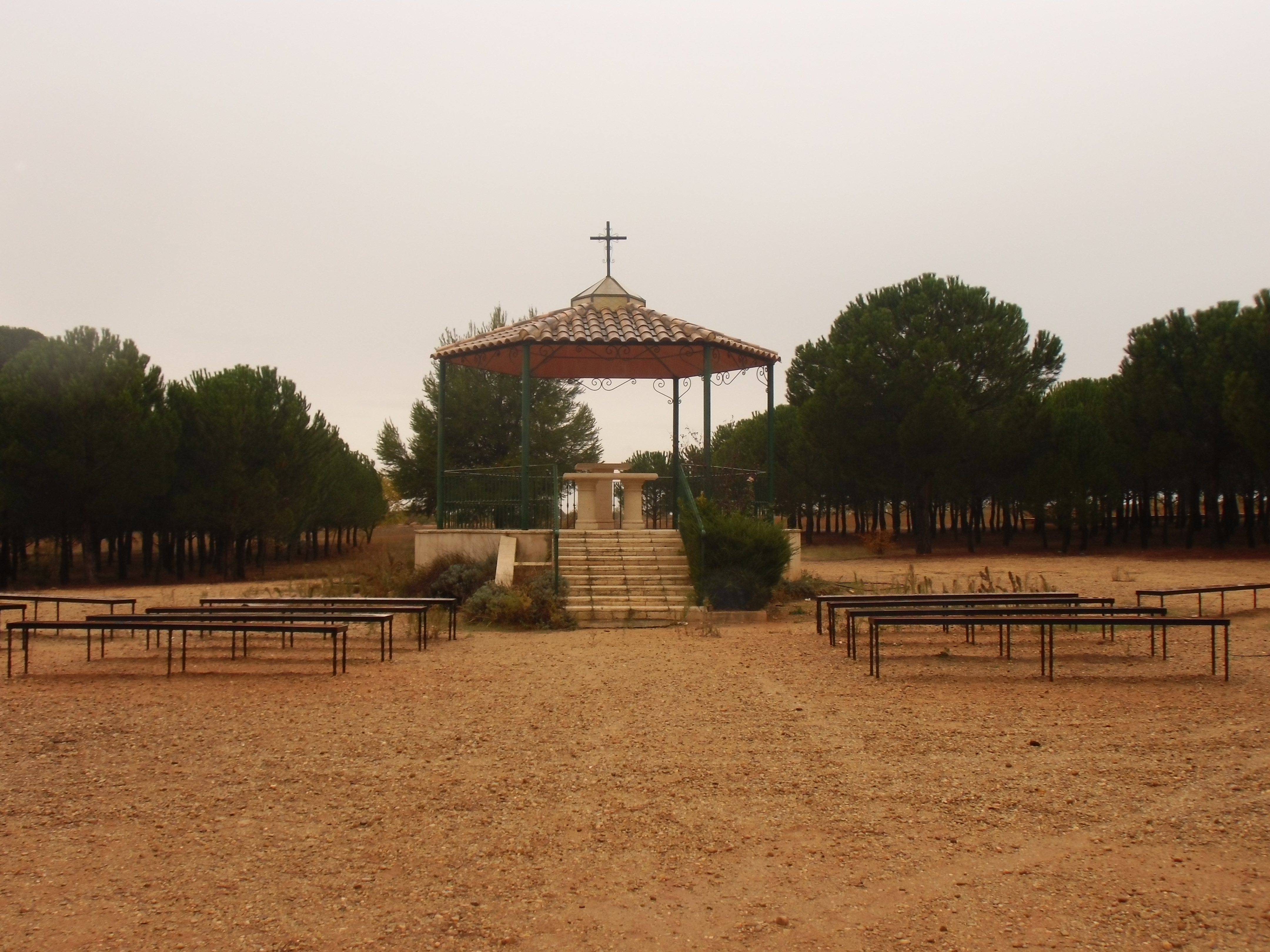
Fiestas de San Isidro

Templete con base de piedra artificial rodeado de un rejado de forja. Fue construido en el año 2002 y está situada en el barrio de El Tesorillo en un paraje rodeado de pinos.

### Antigua ermita de san Cristóbal

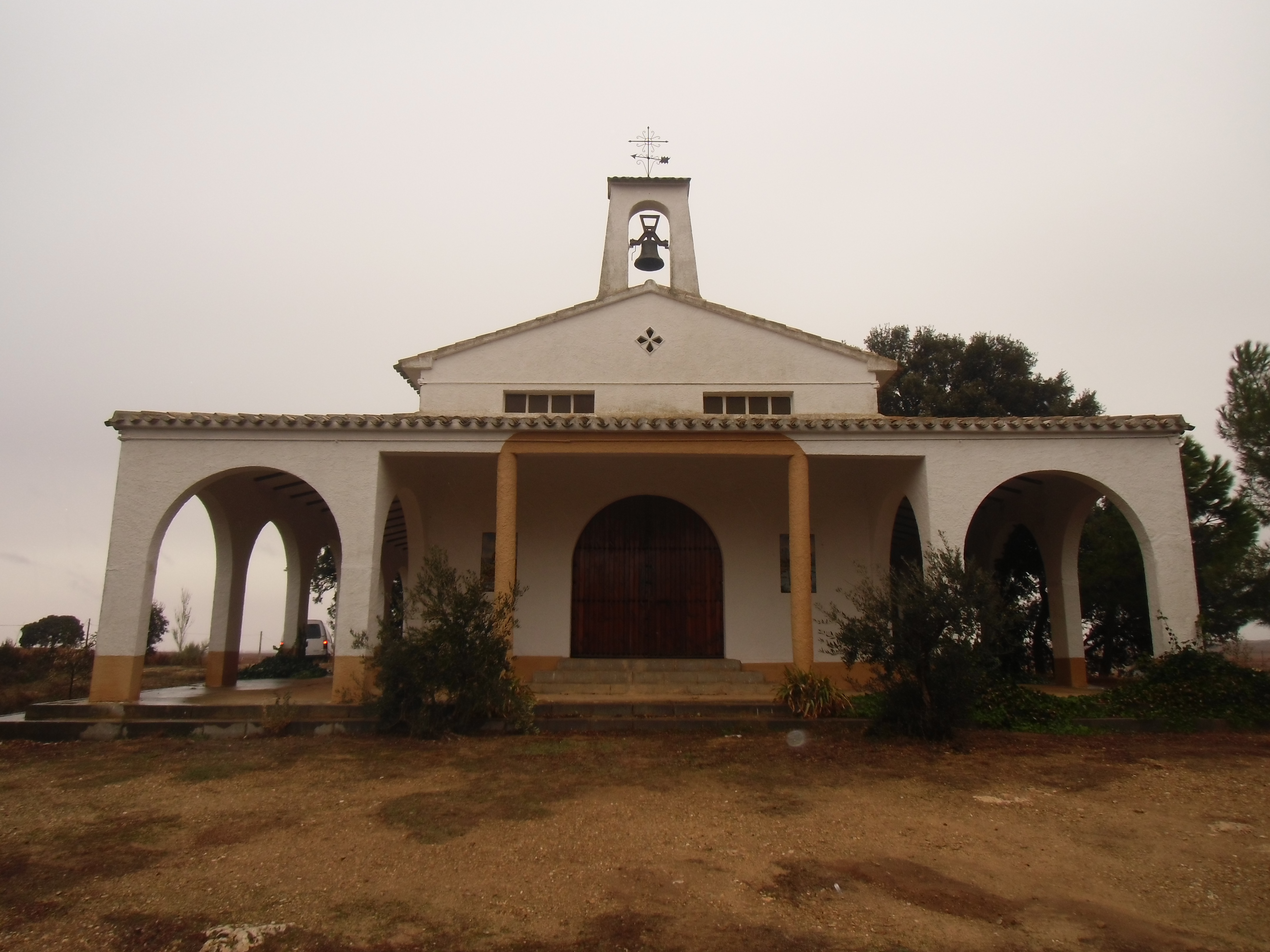
Ermita de san Cristóbal

Construida en 1980, situada al norte de la población en un paraje de encinas en dirección a San Clemente (km 9 de la carretera CM 3117). Consta de una sola nave y una pequeña espadaña. En sus alrededores hay mesas de piedra que antiguamente eran piedras de molino de zumaque. El 10 de julio con motivo de la celebración de san Cristóbal se celebra en esta ermita una romería en lo que se bendicen los coches del municipio.

### Casa de la Cultura
Se encuentra al lado del parque. Dentro de la Casa de la Cultura hay un salón de actos y arriba hay una biblioteca.

### Antigua Alquería de los Teatinos o Casa del Convento
Esta alquería existe como tal desde 1620 (principios del siglo XVII) perteneciendo a la Orden de la Compañía de Jesús. Con anterioridad, las casas, bodega, tierras y monte pertenecían a la familia de "Tébar y Orihuela" de San Clemente y que, por donación, pasaron a ser propiedad de los jesuitas de San Clemente para el sustento de su Real Colegio de Latinidad y Gramática. Más tarde, tras la expulsión de la Orden jesuita por Carlos III fue subastada a favor de la familia Briz, oriundos de Almodóvar del Pinar. Tras muchas ampliaciones y reformas con inclusión de un oratorio, hoy en día, la titularidad es de varios propietarios tras segregarse la primitiva alquería en varias fincas urbanas. Así, la antigua casa de los pastores, empleados, guarda del monte Briz y la bodega de cuatro tinajas de vino perteneció a Julián Montero Martínez.

### Casa de Florencio Paños
Casa construida en el año 1912 de forma cuadrada y con dos plantas de altura. En esta casa llama la atención el patio andaluz que se encuentra en el centro de la casa. El patio esta recubierto por unas columnas toscanas y por una baranda de madera en la parte de arriba. El salón de la casa esta adornado con escayola haciendo figuras.

### Casa Pablillo
Casa construida en 1920 y destruida en 2002. Esta casa se encontraba en la plaza y llamaba la atención su fachada que estaba formada por bloques de mampostería tallada, sobre la que se encontraban unas zonas enfoscadas en la segunda planta. También había una moldura de piedra tallada en la parte superior, bajo el tejado, y en los dinteles de los balcones.
Ambas casas son de propiedad privada y pertenecen a la red de protección de bienes.

## Cultura
La banda de música Santa Cecilia fue formada a iniciativa de la Asociación de Padres de Alumnos del colegio de E.G.B. de esta localidad, empezando los estudios de solfeo en el año 1983 y dando su primer concierto en el año 1985 bajo la dirección de Mario Correas. Desde entonces, han sido varios los directores que ha tenido la banda, hasta la actual Miriam Meneses Madrigal, que lo es desde finales del año 2011.
La plantilla actual es de 45 músicos de diversas edades, dándose la circunstancia de que en el verano del año 2015 han vuelto a la banda 14 componentes que ya estuvieron antes y que por diversas circunstancias han estado varios años sin formar parte de ella, a los que se han sumado otras recientes incorporaciones que han hecho que el número de componentes aumente casi el doble.
La Asociación Musical Santa Cecilia cuenta también con una escuela de música a la que asiste una veintena de educandos que se forman en los estudios de solfeo e instrumento, estando preparados algunos de ellos para incorporarse a la banda.
La banda de música de Casas de Fernando Alonso actúa en varias ocasiones al año en su localidad (Navidad, Carnaval, Semana Cultural, San Isidro, fiestas patronales y Santa Cecilia), habiendo actuado en otros municipios conquenses como Casas de los Pinos, Casas de Haro, San Clemente, Mota del Cuervo, El Cañavate, Vara de Rey, Tébar, Alconchel de la Estrella, Chillarón de Cuenca, y en las poblaciones albaceteñas de Minaya y La Roda, así como en la Feria de Albacete y en las Fallas de Valencia.

### Fiestas
- A finales de enero se celebra San Antón.
- En febrero se celebra el Carnaval y Jueves Lardero.
- En marzo o abril, acorde al calendario litúrgico, se celebra la Semana Santa.
- En abril se celebra la Semana Cultural.
- El día 15 de mayo se celebra San Isidro y es fiesta local.
- El día del Corpus Christi.
- En julio se celebra el día joven.
- Las fiestas patronales del Cristo de la Fe se celebran alrededor del 25 de agosto.
- El último domingo de septiembre se celebra misa en honor al Santísimo, ya que antiguamente las fiestas eran a finales de este mes.
- El 8 de diciembre se celebra las fiestas en honor a la patrona del pueblo, es decir, la Inmaculada Concepción de la Virgen María.

### Deporte
Desde el año 2011 cuenta con un equipo de fútbol, el Teatinos C.F., actualmente jugando en la división de Segunda Autonómica de Castilla-La Mancha.
También, desde el año 2017, cuenta con el Club Ciclista Bandidos de Teatinos.

### Semana Santa
La primera Semana Santa que se realizó en el municipio fue en el año 1931, estando como párroco Martín Garcés Masegoso. La Semana Santa teatinera volvió a realizarse después de la Guerra Civil. Durante la Guerra Civil las primitivas imágenes fueron destruidas. Tras finalizar la guerra se formaron dos nuevas cofradías:
- Cofradía de Jesús Nazareno, Santo Cristo y Santo Sepulcro.
- Cofradía de la Dolorosa

Las procesiones en la actualidad se realizan los miércoles, jueves y viernes por la noche.

## Personas notables

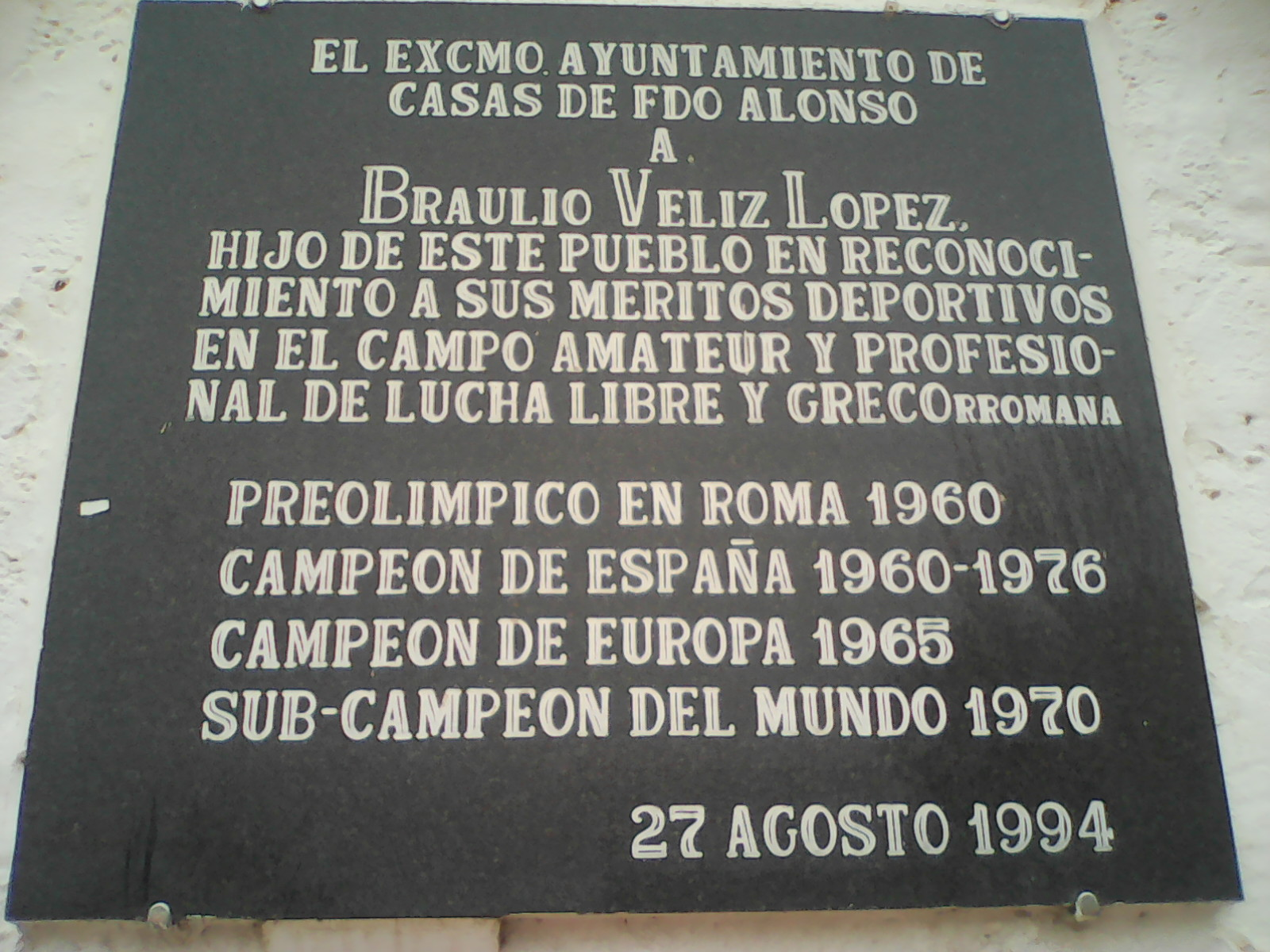
Placa conmemorativa a Braulio Veliz Lopéz

- Braulio Veliz López, campeón de lucha libre y grecorromana.